# Parque JB Maciel
O Parque JB Maciel é um parque da cidade de Guarulhos, no estado de São Paulo. Inaugurado em outubro de 2005, o parque ocupa uma área de 26 mil m² no interior do Paço Municipal e tem entre suas atrações pista para caminhada, um parque infantil, arena para eventos de pequeno porte, um mirante e equipamentos de ginástica. No gramado, está gravado em letras garrafais o nome do município. Possui ainda uma estação meteorológica da Sabesp.

## Origem do Nome
O parque foi nomeado em homenagem ao repórter fotográfico Jorge Balsalobre Maciel, cuja assinatura na imprensa guarulhense era JB Maciel, falecido em 2 de junho de 2005.